# Thetidia prasinaria
Thetidia prasinaria là một loài bướm đêm trong họ Geometridae.